# 套依刺鎧蝦
套依刺鎧蝦（学名：Munida thoe）为鎧甲蝦科刺鎧蝦屬下的一个种。